# Álarcosbál (Nielsen)

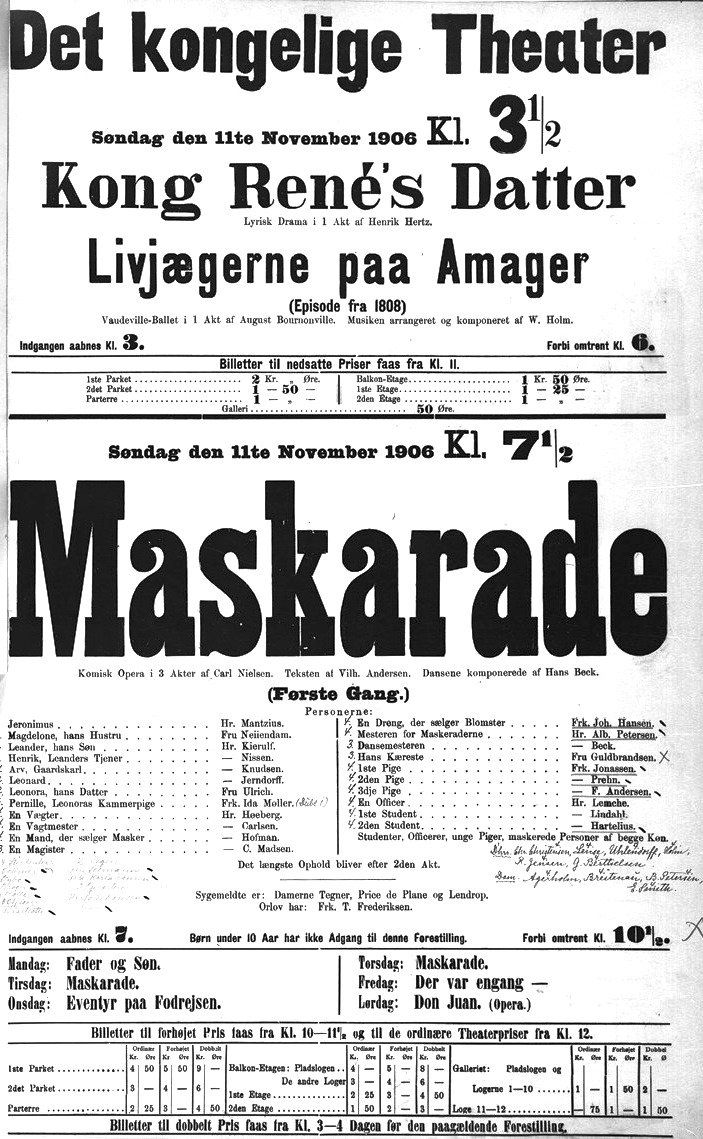
Az 1906-os ősbemutató plakátja

Az Álarcosbál (dánul: Maskarade, CNW 2, FS 39) Carl Nielsen háromfelvonásos vígoperája. Librettóját Vilhelm Andersen írta, a dán Molièrenek is nevezett Ludvig Holberg komédiája nyomán. A mű első teljes bemutatójára 1906. november 11-én került sor Koppenhágában Dán Királyi Színházban. 2006-ban a Dán Kulturális Minisztérium Dánia tizenkét legnagyobb zenei alkotása közé sorolta.

## Cselekménye
|  | Alább a cselekmény részletei következnek! |

A történet 1723 tavaszán játszódik Koppenhágában.
A történet középpontjában Leander és Leonora áll, két fiatal, akik egy álarcosbálon véletlenül találkoznak, örök szerelmet esküsznek egymásnak és gyűrűt cserélnek. Másnap Leander elmondja inasának, Henriknek, hogy új szerelmet talált. Elkeseredik, amikor Henrik emlékezteti, hogy szülei eljegyezték őt Leonorával, a távoli Slagelseből származó Leonard lányával. A dolgok tovább bonyolódnak, amikor maga Leonard is eljön és panaszkodik Jeroniumusnak, Leander apjának, hogy Leonora beleszeretett egy fiatalemberbe, akivel előző este az álarcosbálon találkozott. Este, mivel Jeronimus hivatalosan nem kedveli az álarcosbálokat, mindenki kioson a házból az álarcosbálba, ahol kiderül, hogy Leonora volt az, akivel Leander előző nap álarcban találkozott, így a történet végül boldogan végződik.
|  | Itt a vége a cselekmény részletezésének! |

## Szereplők
| Név                                | Szerep                     | Hangfekvés                | Bemutató szereposztása |
| ---------------------------------- | -------------------------- | ------------------------- | ---------------------- |
| Jeronimus                          | Koppenhágai polgár         | basszbariton              | Karl Mantzius          |
| Magdelone                          | Jeronimus felesége         | alt                       | Jonna Neijendam        |
| Leander                            | Jeronimus és Magdelone fia | tenor                     | Hans Kjerulf           |
| Henrik                             | Leander inasa              | bariton                   | Helge Nissen           |
| Arv                                | Jeronimus szolgálója       | tenor                     | Lars Knudsen           |
| Leonard                            | Slagelse-i úriember        | tenor vagy bariton        | Peter Jerndorff        |
| Leonora                            | Leonard lánya              | szoprán                   | Emilie Ulrich          |
| Pernille                           | Leonora szolgálója         | szoprán vagy mezzoszoprán | Ida Møller             |
| Egy maszkárus                      |                            | bariton                   |                        |
| Ajtónálló az álarcosbálon          |                            | basszus                   |                        |
| Egy tanító                         |                            | basszus                   |                        |
| Egy éjjeliőr                       |                            | basszus                   |                        |
| Az álarcosbál mestere              |                            | basszus                   | Albert Petersen        |
| Álarcosok, diákok, lányok, tisztek |                            |                           |                        |

## Keletkezése
Az 1890-es évek elején Carl Nielsennek az az ötlete támadt, hogy operát ír Ludvig Holberg egyik komédiája alapján. Ez egészen 1904 elejéig váratott magára, amikor elkezdett egy opera szerkezetén dolgozni Holberg az Álarcosbál (Maskarade) című komédiája alapján. Vilhelm Andersen, aki csak hosszas győzködést követően vállalta el a szövegkönyv megírását, a librettót 1904. áprilisára fejezte be, de Nielsen csak 1905-ben kezdte el a zene komponálását. Októberben (befejezetlen harmadik felvonással, nyitány nélkül) beadta értékelésre, melyet 1905 decemberében elfogadtak bemutatása a Dán Királyi Színházban. Mivel a bemutatót csak a következő évadra tűzték ki, így Nielsennek volt ideje befejezni az utolsó felvonást és a nyitányt is, igaz utóbbival így is csak a bemutató előtt alig egy héttel készült el.

## Bemutatása és fogadtatása
A mű első teljes bemutatójára 1906. november 11-én került sor Koppenhágában a Dán Királyi Színházban (Det Kongelige Teater), az előadást Carl Nielsen vezényelte és Julius Lehmann rendezte. A szereplők között olyan nagy művészek voltak, mint Helge Nissen vagy Emilie Ulrich. A mű első külföldi bemutatójára 1930. december 1-én került sor Göteborgban, a Nagyszínházban (Stora Teatern). Az előadást Olav Kielland vezényelte. Népszerűsége ellenére Nielsen nem volt teljesen elégedett a művel, főként a második és harmadik felvonás szerkezeti gyengeségei miatt, de végül sosem dolgozta át. A nyitányt és a harmadik felvonásból A kakasok tánca című balettet gyakran adják elő önállóan is. A Carl Nielsen Társaság szerint az Álarcosbál nyitánya a szerző legtöbbet játszott műve Európában és Észak-Amerikában.

## Fordítás
- Ez a szócikk részben vagy egészben a Maskarade című angol Wikipédia-szócikk ezen változatának fordításán alapul.  Az eredeti cikk szerkesztőit annak laptörténete sorolja fel. Ez a jelzés csupán a megfogalmazás eredetét és a szerzői jogokat jelzi, nem szolgál a cikkben szereplő információk forrásmegjelöléseként.
- Ez a szócikk részben vagy egészben a Maskarade című dán Wikipédia-szócikk ezen változatának fordításán alapul.  Az eredeti cikk szerkesztőit annak laptörténete sorolja fel. Ez a jelzés csupán a megfogalmazás eredetét és a szerzői jogokat jelzi, nem szolgál a cikkben szereplő információk forrásmegjelöléseként.

## További hivatkozások
- Dínom-dánom. papageno.hu, 2021
- Radiosymfoniorkestret, Radiokoret, vezényel: Lamberto Gardelli, rendezte: Palle Kjærulff-Schmidt,  Leonore: Inga Nielsen, Leander: Stig Fogh Andersen, Henrik: Guido Paevatalu, Jeronimus: Ib Hansen, Leonard: Poul Karlskov: Álarcosbál. YouTube